# Rangsan Wiroonsri
Rangsan Wiroonsri (thailändisch รังสรรค์ วิรุฬห์ศรี; * 12. Februar 1992 in Nakhon Sawan), auch als Golf bekannt, ist ein thailändischer Fußballspieler.

## Karriere
Rangsan Wiroonsri spielte bis Mitte 2018 beim Zweitligisten PTT Rayong FC in Rayong. Die Rückserie 2018 spielte er beim Erstligisten Navy FC in benachbarten Sattahip. Am Ende der Saison musste er mit der Navy den Weg in die zweite Liga antreten. Für die Navy spielte er 16 Mal in der ersten Liga, der Thai League. Rangsan Wiroonsri verließ den Club und wechselte zum Erstligisten Sukhothai FC nach Sukhothai. Für Sukhothai bestritt er 23 Erstligaspiele. 2020 wurde er vom Ligakonkurrenten Trat FC aus Trat unter Vertrag genommen. Für Trat absolvierte er zehn Erstligaspiele und schoss dabei zwei Tore. Ende 2020 unterschrieb er einen Vertrag beim Ligakonkurrenten Chonburi FC in Chonburi. Für den Verein von der Ostküste absolvierte er 32 Ligaspiele. Im Juni 2022 wechselte er zum Ligakonkurrenten Police Tero FC. Für Police stand er 13-mal in der ersten Liga auf dem Spielfeld. Im Juli 2023 unterzeichnete er einen Vertrag beim Erstligaaufsteiger Trat FC. Am Ende der Saison 2023/24 belegte er mit Trat den letzten Tabellenplatz und musste somit in die zweite Liga absteigen. Nach dem Abstieg wurde sein Vertrag nicht verlängert. Nach kurzer Vertragslosigkeit nahm ihn der Erstligist Rayong FC im Januar 2025 unter Vertrag.